# Mappa Aurea
La Mappa Aurea era una via dell'antica Roma o un edificio pubblico tuttora non identificato.
Essa è citata nella Notitia urbis Romae fra i monumenti della XIII regione augustea e su un collare da schiavo.
Non è certo se si trattasse di un vico o un edificio. Il nome ricorda la mappa, cioè il panno, con il quale, lasciandolo cadere, il pretore,  l'imperatore o il magistrato che presiedeva i giochi, dava il segnale per l'inizio dei giochi nel circo.
Il monumento chiamato Mappa Aurea era probabilmente una via o un edificio posto in posizione dominante o vicina ai carceres del Circo Massimo.